# NGC 639
NGC 639 (również PGC 6105) – galaktyka spiralna (Sa), znajdująca się w gwiazdozbiorze Rzeźbiarza. Odkrył ją John Herschel 27 września 1834 roku.